# دامنه آزاد (کشاورزی)

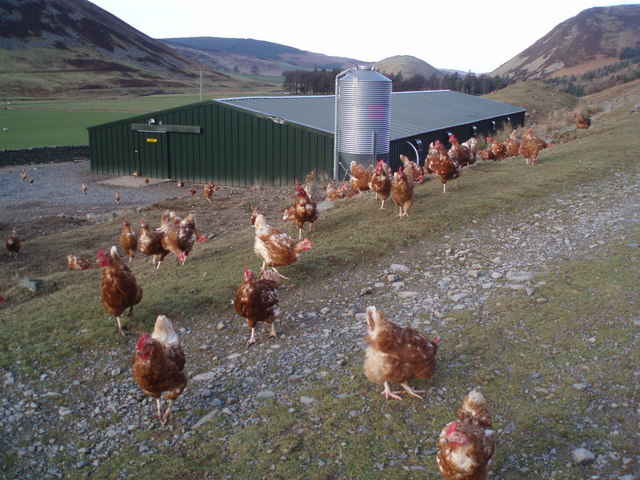
پرورش مرغ به‌گونهٔ دامنهٔ آزاد در اسکاتلند

دامنهٔ آزاد بیانگر یک روش از کشاورزی و دامداری که در آن حیوانات برای حداقل بخشی از روز می‌توانند آزادانه به پرسه‌زدن در خارج از منزل به جای محدود بودن در یک محوطه برای ۲۴ ساعت در هر روز بپردازند.